# Dutty Rock
Dutty Rock é o segundo álbum de estúdio do cantor Sean Paul, lançado a 12 de novembro de 2002
Em 2004, o álbum venceu um Grammy Award na categoria "Best Reggae Album" (Melhor Álbum de Reggae).

## Faixas
1. "Dutty Rock Intro" - 2:24
2. "Shout (Street Respect)" - 3:44
3. "Gimme the Light" - 3:46
4. "Like Glue" - 3:54
5. "Get Busy" - 3:31
6. "Baby Boy" (Beyoncé & Sean Paul) - 4:05
7. "Top of the Game" - 4:04
8. "Ganja Breed" - 3:15
9. "Concrete" - 3:55
10. "I'm Still in Love with You" - 4:33
11. "International Affair" - 3:49
12. "Can You Do the Work" - 3:24
13. "Punkie" - 3:34
14. "My Name" - 3:40
15. "Jukin' Punny" - 2:02
16. "Gimme the Light" - 3:20
17. "Bubble" - 3:47
18. "Shake That Thing" - 3:54
19. "Esa Loca" - 3:48
20. "Punkie (Espanol)" - 3:35

| Críticas profissionais                                                      | Críticas profissionais |
| Avaliações da crítica                                                       | Avaliações da crítica  |
| Fonte                                                                       | Avaliação              |
| --------------------------------------------------------------------------- | ---------------------- |
| allmusic                                                                    | [ 2 ]                  |
| RapReviews.com                                                              | [ 3 ]                  |
| Rolling Stone                                                               | [ 4 ]                  |
| Esta tabela precisa de ser acompanhada por texto em prosa. Consulte o guia. |                        |

## Paradas
| Paradas (2004)                                    | Posição |
| ------------------------------------------------- | ------- |
| Estados Unidos - Hot R&B/Hip-Hop Singles & Tracks | 13      |
| Estados Unidos - Billboard Rap Songs              | 8       |
| Estados Unidos - Rhythmic Top 40                  | 11      |
| Estados Unidos - Billboard Hot 100                | 14      |
| Estados Unidos - Mainstream Top 40                | 17      |
| Estados Unidos - Top 40 Tracks                    | 11      |